# Chiesa di Santa Maria Assunta (Sala Bolognese)
La chiesa di Santa Maria Assunta è la parrocchiale di Padulle, frazione di Sala Bolognese nella città metropolitana di Bologna. Appartiene al vicariato di Persiceto – Castelfranco dell'arcidiocesi di Bologna e risale al XIV secolo.

## Storia
Il territorio sul quale sorge la chiesa sino al XIII secolo era acquitrinoso e solo in seguito fu bonificato. Il primo documento scritto che cita la chiesa risale al 1301 mentre nel 1366 risulta già nell'elenco dei luoghi di culto diocesani bolognesi. Attorno al 1378 fu descritta come legata alla pieve dei Santi Vincenzo ed Anastasio.
L'edificio originale era di piccole dimensioni e con una struttura modesta, affiancata da una torre campanaria in stile romanico e con una canonica di discrete dimensioni. Alla fine del XVI secolo tale edificio era ormai fatiscente e fu decisa la sua ricostruzione. Oltre un secolo dopo, verso la metà del XVIII secolo, fu decisa la sopraelevazione della torre campanaria.
La fabbrica per il nuovo edificio venne aperta nel 1874, e la chiesa storica fu abbattuta. I lavori procedettero per quasi un ventennio e il cantiere poté essere chiuso nel 1892.
Nel 1942 fu necessario l'abbattimento della torre campanaria originale, ormai pericolante, e l'alluvione provocata dall'esondazione del vicino fiume Reno avvenuta nel 1966 obbligò a lavori di restauro di tutta la struttura, compresa la pavimentazione della sala.
All'inizio del XXI secolo la torre campanaria fu ricostruita esattamente dove stava quella abbattuta nel 1942 ma di maggiore altezza. Il terremoto dell'Emilia del 2012 colpì anche la zona di Padulle e fu necessario un intervento di restauro e di consolidamento statico.

## Descrizione

### Esterno
Il prospetto principale è classicheggiante, a capanna con due spioventi e un frontone triangolare superiore. Ai lati due ali a salienti di scarsa larghezza. Il portale è architravato ed è sormontato, nella parte mediana della facciata, da una grande finestra rettangolare. La torre campanaria si alza lateralmente a destra della struttura e leggermente distanziata. Nella cella campanaria è ospitato un concerto di 4 campane montate e suonabili "alla bolognese" di cui la mezzana (la grossa del concerto originario) è stata fusa da Gaetano Brighenti, mentre piccola, mezzanella e grossa (che hanno sostituito le originali, requisite) sono opera di Cesare Brighenti.

### Interno
La navata interna è unica e la controfacciata mostra lesene di ordine corinzio. La sala è ampliata da quattro cappelle laterali leggermente rialzate. Le cappelle maggiori sono dotate di un altare in marmo La navata ha volta a botte. La cantoria della sala è doppia, con organi posti su entrambi i lati della navata.
Vicino alla zona del presbiterio si aprono i due ingressi secondari. L'altare maggiore storico è stato realizzato in marmo policromo ed è un dono di Angiolina Garagnani Rivani.